# 75058 Hanau
75058 Hanau è un asteroide della fascia principale. Scoperto nel 1999, presenta un'orbita caratterizzata da un semiasse maggiore pari a 2,5707354 UA e da un'eccentricità di 0,0625059, inclinata di 2,88432° rispetto all'eclittica.